# Liste der Baudenkmäler in Marpingen
In der Liste der Baudenkmäler in Marpingen sind alle Baudenkmäler der saarländischen Gemeinde Marpingen und ihrer Ortsteile aufgelistet. Grundlage ist die Veröffentlichung der Landesdenkmalliste im Amtsblatt des Saarlandes vom 22. Dezember 2004 und die aktuelle Teildenkmalliste des Landkreises St. Wendel in der Fassung vom 9. August 2017.

## Alsweiler
| Lage                          | Bezeichnung                      | Beschreibung | Bild |
| ----------------------------- | -------------------------------- | --- | ---- |
| Brunnenstraße 3 Lage          | Bauernhof                        | Erbaut in der ersten Hälfte des 19. Jahrhunderts |      |
| Reitersberg 1 Lage            | „Hiwwelhaus“, Bauernhaus         | Das Hiwwelhaus („Hügelhaus“) ist das älteste noch in seiner Ursprünglichkeit erhaltene Bauernhaus des Saarlandes und stammt in seiner heutigen Form aus den Jahren 1711/12. In den Jahren 1995 bis 1998 wurde es durch die Gemeinde Marpingen saniert. Das Wohnhaus ist als bäuerliches Museum eingerichtet, im ehemaligen Stall wurde ein moderner Multifunktionssaal eingerichtet. Das Gebäude mit Satteldach ist ein Vorläufer des für die Region später typischen südwestdeutschen Einhauses mit Wohntrakt Scheune und Stall. Die Außenmauern des Wohnteils wurden aus massivem Sandstein gebaut, auf denen ein Fachwerk steht. Stall und Scheune sind Fachwerkkonstruktionen. |      |
| Tholeyer Straße o. Nr. Lage   | Priestergrabmal auf dem Friedhof | Errichtet im letzten Viertel des 19. Jahrhunderts |      |
| Tholeyer Straße Lage          | Kath. Kirche St. Mauritius       | Die Mauritiuskirche entstand in den Jahren 1829 bis 1831 nach Entwürfen von Johann Martin Fladt. 1947 wurde die Sakristei abgerissen und in vergrößerter Form wieder errichtet. In den Jahren 1950/51 wurde das Langhaus um zwei Seitenschiffe erweitert. Die Basilika wird in den Obergaden von kleinen runden Fenstern belichtet. In den Seitenschiffen sitzen hohe Fenster mit Rundbogen. Der Chor mit fünfseitigem Schluss ist kaum eingezogen. Hohlkehlen leiten in die flache Decke über. Das Portal mit Ädikula liegt im Westturm des klassizistischen Gebäudes. |      |
| Tholeyer Straße 91 (bei) Lage | Wegekreuz                        | Aufwendig gestaltetes Steinkreuz aus dem Jahr 1786. Im Fuß des Kreuzes sitzt ein Totenkopf als Symbol der Vanitas. Darunter sitzt ein geschwungener Sockel mit Nische. Die Konstruktion sitzt auf einer profilierten Säule mit Voluten. |      |

## Berschweiler
| Lage                             | Bezeichnung                            | Beschreibung                                                             | Bild                                                                     |
| -------------------------------- | -------------------------------------- | ------------------------------------------------------------------------ | ------------------------------------------------------------------------ |
| Im Engstereck/Im Mitteldorf Lage | Ensemble Im Mitteldorf                 | Denkmalensemble aus südwestdeutschen Einhäusern aus dem 18. Jahrhundert. | Denkmalensemble aus südwestdeutschen Einhäusern aus dem 18. Jahrhundert. |
| Im Engstereck/Im Mitteldorf Lage | Ensemble Im Mitteldorf                 | Im Engstereck 2, Bauernhaus, 19. Jahrhundert                             |                                                                          |
| Im Engstereck/Im Mitteldorf Lage | Ensemble Im Mitteldorf                 | Im Mitteldorf 4, Bauernhaus, 1844                                        |                                                                          |
| Im Engstereck/Im Mitteldorf Lage | Ensemble Im Mitteldorf                 | Im Mitteldorf 6, Bauernhaus, 1832                                        |                                                                          |
| Im Engstereck/Im Mitteldorf Lage | Ensemble Im Mitteldorf                 | Im Mitteldorf 8, Bauernhaus, 1851                                        |                                                                          |
| Am Höhbusch                      | Schlussstein                           | aus dem 16. Jahrhundert                                                  |                                                                          |
| Außerhalb der Ortslage           | Dreibannstein Nr. 47                   | Errichtet 1767                                                           |                                                                          |
| Im Engstereck 21 Lage            | Zehntscheune                           | 1730 errichtet                                                           |                                                                          |
| Zur Laubwies 5 Lage              | Ev. Gemeindezentrum mit Schwesternhaus | Errichtet 1951 bis 1953 nach Entwürfen von Ferdinand Knab                |                                                                          |

## Marpingen
| Lage               | Bezeichnung                                                                | Beschreibung | Bild |
| ------------------ | -------------------------------------------------------------------------- | --- | ---- |
| Am Marienbrunnen   | Wegekreuz                                                                  | Das Wegekreuz wurde 1791 von Johann Wegmann aus rotem Sandstein errichtet. Das Kruzifix mit hohem Fuß steht auf einem kleinen Altar. |      |
| Kirchberg Lage     | Kath. Kirche Mariä Himmelfahrt, 1902–03 von Wilhelm Hector (Einzeldenkmal) | Das Kirchengebäude wurde 1902/03 nach Entwürfen von Wilhelm Hector im Stil des Historismus errichtet. Das Kirchengebäude wurde im Stil der Neugotik erbaut, der Kirchturm mit in neuromanischen Elementen. Strebepfeiler, Ornamente, Portale und Laibungen des Putzbaus sind in hellem Sandstein ausgeführt. Das Portal liegt auf der Giebelseite und wird von einer Fensterrose gekrönt. Dem Mittelschiff sind niedrigere Seitenschiffe beigestellt. Ein Querhaus durchschneidet das Langhaus. Im Winkel zwischen Chorraum mit fünfseitigem Abschluss und Seitenschiff sitzt ein Turm über quadratischem Grundriss. Seiten- und Mittelschiff sind im Inneren durch spitzbogige Arkaden auf Rundsäulen getrennt. |      |
| Rheinstraße Lage   | Heiligenfiguren in der kath. Johanneskapelle                               | Die Muttergottesstatue und die Figur des hl. Johannes des Täufers stammen aus dem 18. Jahrhundert. |      |
| Schafbrücke 7 Lage | Mühle Scherer                                                              | Die Mühle wurde 1836 errichtet. In den 1990er Jahren wurde das Gebäude saniert und inzwischen als Kulturzentrum und Begegnungsstätte genutzt. Das zweigeschossige Wohngebäude Putzbau mit Krüppelwalmdach besitzt fünf asymmetrische Fensterachsen. Das Mühlengebäude ist ein eingeschossiger Putzbau mit Krüppelwalmdach und sechs Fensterachsen. In der zweiten und fünften Achse sitzt eine Tür. |      |

## Urexweiler
| Lage                       | Bezeichnung                                   | Beschreibung | Bild |
| -------------------------- | --------------------------------------------- | --- | ---- |
| Friedhofstraße o. Nr. Lage | Friedhofskreuz                                | Errichtet aus der zweiten Hälfte des 19. Jahrhunderts |      |
| Hauptstraße Lage           | Kath. Kirche St. Franziskus                   | Die Franziskuskirche wurde 1913/14 nach Plänen des Trierer Architekten Peter Marx errichtet. Das Langhaus des neobarocken Kirchengebäudes sitzt hinter einem Turm mit welscher Haube, dem zwei niedrige Bauwerke zur Seite gestellt wurden. Die Saalkirche wird von tiefen Fensternischen beherrscht, die durch Pilaster mit Rundbögen verziert sind. Der langgestreckte, eingezogene Chor sitzt hinter dem Querhaus und wird von einer halbrunden Apsis mit Halbkuppel abgeschlossen. Das Tonnengewölbe ist mit Stuck und Malereien verziert. |      |
| Hauptstraße 6 Lage         | Ehem. Jagdhaus                                | Das Jagdhaus wurde 1787 errichtet. Der zweigeschossige, traufständige Putzbau mit Krüppelwalmdach besitzt zur Straßenseite fünf Fensterachsen über einem hohen Sockel. Ein Geschossgesims gliedert die Fassade. Fenster und Tür sind mit Segmentbogen ausgestattet, in der mittleren Achse mit betontem Schlussstein. |      |
| Hauptstraße 29 Lage        | Wohnhaus und Stierstall                       | |      |
| Hauptstraße 34 Lage        | Gewölbekeller                                 | 1830 errichtet |      |
| Hauptstraße 49 Lage        | Gasthaus Bregge, Wirtschaftsgebäude, Hausbaum | Das Gasthaus wurde 1907 erbaut, die Wirtschaftsgebäude sind von 1924. Die Straßenseite des Gebäudes besitzt drei asymmetrisch verteile Fensterachsen in zwei Geschossen über einem hohen Sockelgeschoss mit Bossenwerk. Zweifarbige Eckquaderungen schmücken das Haus. Die hochrechteckigen Fenster besitzen profilierte Laibungen mit auskragender, gerader Verdachung. Der Eingang sitzt in der zweiachsigen Giebelseite. |      |
| Schlossstraße 35 Lage      | Bauernhaus                                    | 1844 erbaut |      |